# Clara Hughes

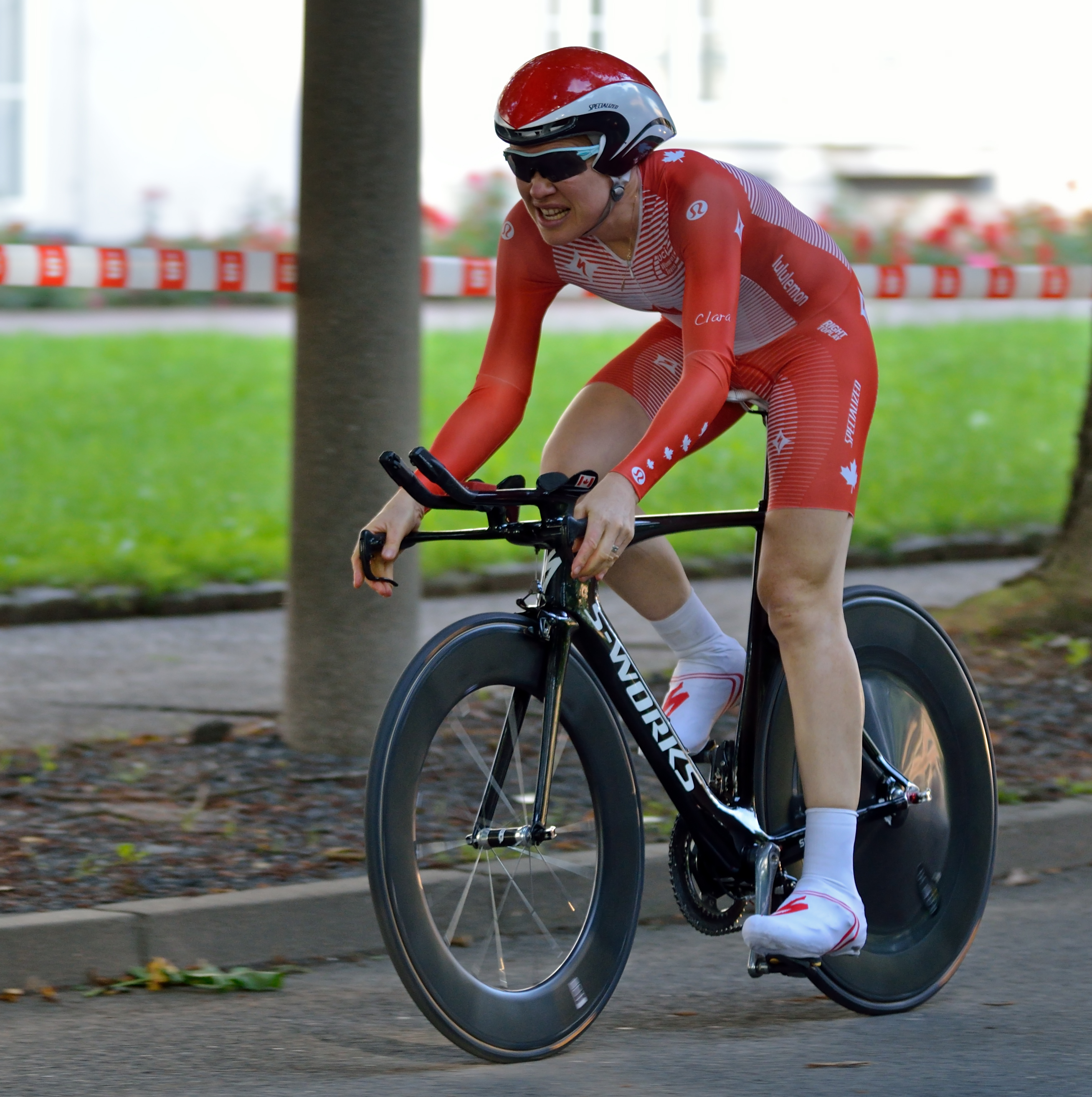
Clara Hughes em 2012

Clara Hughes (Winnipeg, 27 de setembro de 1972) é uma ex-atleta canadense da patinação de velocidade e de ciclismo, que conquistou 6 medalhas Olímpicas.